# Армия Франкенштейна
«Армия Франкенштейна» (англ. Frankenstein's Army) — нидерландский фильм ужасов 2013 года режиссёра Ричарда Раапхорста. 
В главных ролях снялись Карел Роден, Джошуа Сасс и Роберт Гвилим. 
Фильм снят в псевдодокументальном стиле — зрителям показаны кадры, запечатлённые кинокамерой одного из героев.
Мировая премьера состоялась на Международном Роттердамском кинофестивале 26 января 2013 года. 
Премьера в кинотеатрах США состоялась 26 июля.

## Сюжет
В последние дни Второй мировой войны советская разведывательная группа, состоящая из Новикова, Сергея, Василия, Алексея, Ивана, Саши и видеооператора Дмитрия, выполняет миссию по уничтожению немецкого снайперского гнезда. После выполнения задачи отряд получает советский сигнал бедствия, который повторяется без ответа на их запросы; в то же время они теряют радиосвязь с высшим командованием. Хотя солдаты скептически относятся к присутствию советских войск в этом районе, командир группы Новиков приказывает им провести расследование. Тем временем Дмитрий берет интервью у солдат и документирует миссию по приказу создать советский пропагандистский фильм о героических подвигах Красной Армии .
По мере того, как они приближаются к указанным координатам, Дмитрий проявляет интерес и снимает на видео несколько странных происшествий, таких как необъяснимые мертвые нацисты, сожженный монастырь, полный убитых монахинь, и странная техника. Когда солдаты прибывают в пункт назначения, они находят заброшенную церковь, где случайно активируют «зомбота» — реанимированный труп с механическими имплантатами, вживленными в его тело. Зомбот убивает Новикова, выпотрошив его, прежде чем его убивают остальные мужчины. После этого Сергей становится новым командиром, и, хотя Василий бросает вызов его авторитету, остальная часть отряда встает на сторону Сергея.
Солдаты видят, как пожилой смотритель входит в церковь и устраивают ему засаду. Его допрашивает Дмитрий, пытаясь узнать местонахождение советских солдат, о которых они слышали по радио. Смотритель настаивает на том, что деревня заброшена, все убиты или напуганы существами, созданными «Доктором», но Василий теряет терпение и отрезает смотрителю палец, после чего   смотритель соглашается привести группу к источнику советского сигнала бедствия, но вместо этого ведет их в засаду зомботов, где Иван получает смертельную рану. Отряду удается сбежать, и, вернувшись в церковь, они встречают группу выживших немцев - Фрица, маленького мальчика Ганса и медсестру Еву, которые прятались от зомботов.
Выжившим удается сбежать в церковные катакомбы, где Сергей обнаруживает, что Дмитрий обманывал отряд, используя радиоглушитель, чтобы заблокировать связь с высшим командованием и передать полученный ими фальшивый сигнал бедствия. Дмитрий сообщает, что у него есть секретная миссия от советского правительства по поимке или убийству нацистского ученого, создавшего зомботов.   По мере того, как Дмитрий ведет группу все глубже в катакомбы;  в конце концов находят жёлоб, ведущий вглубь фабрики. Сергей и Василий заставляют Ганса спуститься по жёлобу для расследования, и мальчика быстро убивает зомбот, который затем взбирается по жёлобу и атакует группу;  им удается его уничтожить, Фриц погибает в борьбе. Затем Сергей, Василий и Саша устраивают мятеж против Дмитрия и бросают его и его киноаппаратуру в жёлоб.
Не имея возможности подняться обратно, Дмитрий углубляется в объект, в конце концов его обнаруживают и преследуют множество зомботов. Пытаясь сбежать, он сталкивается с Иваном, который превратился в зомбота, и нокаутирует его. Когда Дмитрий приходит в сознание, он оказывается в плену у смотрителя, который оказывается доктором Виктором Франкенштейном, сумасшедшим потомком первого Виктора Франкенштейна и создателем зомботов. Врач проводит Дмитрию экскурсию по его учреждению, объясняя, как он создал зомботов на основе работ своего деда. По пути Дмитрий видит Ганса, превращенного в зомбота, и Сергея и Василия, взятых в плен, причем последний частично расчленен. Затем Дмитрий и Франкенштейн слышат отдаленный артиллерийский огонь, который, как показывает Дмитрий, является приближающейся Красной Армией. Дмитрий пытается завербовать Франкенштейна от имени советского правительства, но вместо этого он предлагает эксперимент, который, как он считает, положит конец войне: объединить по половине советского и нацистского мозга. С этой целью Франкенштейн делает лоботомию похищенному нацистскому солдату, а затем Сергею, который клянется отомстить Дмитрию до того, как Франкенштейн начинает его оперировать; во время операции Франкенштейну помогает Ева, которая также превратилась в зомбота. Франкенштейн удаляет половину мозга Сергея и пересаживает удаленную половину мозга нацистского солдата в голову Сергея, а затем реанимирует его с помощью своего генератора. Франкенштейн удерживает Дмитрия на столе, чтобы начать над ним эксперименты, но артиллерия Красной Армии внезапно начинает обстреливать фабрику. Франкенштейн быстро собирает свои документы и готовится к бегству, но Саша, которому удалось избежать захвата,  убивает его. Дмитрий приказывает Саше освободить его, но Саша вместо этого отрубает голову Франкенштейна и забирает ее с собой. Саша убегает с фабрики в тот момент, когда тело Сергея оживает и убивает Дмитрия.
Фильм заканчивается фотографией только что получившего повышение Саши, стоящего рядом со Сталиным .

## В ролях
- Карел Роден — Виктор Франкенштейн
- Джошуа Сасс — Сергей
- Александр Меркьюри — оператор Дмитрий
- Люк Ньюберри — Саша
- Андрей Заяц — Василий
- Роберт Гвилим — сержант Миша Новиков

## Создание
Съёмки начались 5 марта 2012 года в Чехии.

## Критика
Фильм получил смешанные отзывы кинокритиков. На сайте Rotten Tomatoes фильм имеет рейтинг 58 % на основе 26 рецензий со средним баллом 5,5 из 10. На сайте Metacritic фильм имеет оценку 49 из 100 на основе 9 рецензий критиков, что соответствует статусу «смешанные или средние отзывы».